# Mário Silva (Radsportler)
Mário Pereira da Silva (* 5. Oktober 1940 in Santa Maria da Feira; † 1. März 2023) war ein portugiesischer Radrennfahrer und nationaler Meister im Radsport.

## Sportliche Laufbahn
Silva war Straßenradsportler und Bahnradsportler. Er war Teilnehmer der Olympischen Sommerspiele 1960 in Rom. Das olympische Straßenrennen beendete er nicht. Im Mannschaftszeitfahren kam Portugal mit José Pacheco, Mário Silva, Francisco Valada und Ramiro Martins auf den 25. Rang des Wettbewerbs.
Auf der Bahn gewann er 1961 den nationalen Titel in der Einerverfolgung.
In der Tour de l’Avenir 1963 kam er auf den 9. Platz und war damit bester Portugiese. In der Vuelta a España 1963 wurde er 34. Die Portugal-Rundfahrt 1961 konnte er gewinnen, 1964 beendete er das Rennen dem 6. Platz, 1965 wurde er Dritter. Das Etappenrennen Gran Premio Robbialac gewann er 1965, in der Vuelta a España schied er aus. Auch 1966 konnte er die Vuelta nicht beenden. In der Portugal-Rundfahrt 1966 wurde er 6. und gewann eine Etappe. In der nationalen Meisterschaft im Straßenrennen wurde Silva Dritter. 1967 holte er einen weiteren Etappensieg in der Portugal-Rundfahrt und kam im Eintagesrennen Porto–Lisboa auf den 3. Platz. 1968 wurde er Vierter der Portugal-Rundfahrt und gewann einen Tagesabschnitt im Gran Premio Paques. In der Rundfahrt Gran Premio Casal wurde er hinter Fernando Mendes Zweiter. 1969 stand er als Dritter der Portugal-Rundfahrt auf dem Podium und gewann eine Etappe. 1970 kam er in der heimischen Rundfahrt auf den 7. Platz. 1974 wurde er 40. In der Vuelta a España. Bei den Straßenradsport-Weltmeisterschaften 1965 wurde er 49. im Profirennen.